# Ulpia Plotina
Ulpia Plotina ist der Name einer Angehörigen der in Hispanien ansässigen römischen gens Ulpia im 1. Jahrhundert. Vermutlich war sie eine Tante des römischen Kaisers Trajan und Großmutter seines Nachfolgers Hadrian.
Der Name Ulpia Plotina, Tochter des Marcus, (Ulpia M. f. Plotina) wird auf sieben in Herculaneum entdeckten tabulae ceratae (Tabulae Herculanenses) genannt.  Sie enthalten Quittungen aus den Jahren 69 bis 71 und gehörten zum Archiv des Lucius Cominius Primus. Sie dokumentieren diverse Geldleihgeschäfte, die er mit Ulpia Plotina als Leihgeberin geschlossen hatte.
Nun ist vom Vater des Kaisers Hadrian, Publius Aelius Hadrianus Afer, bekannt, dass er mütterlicherseits ein Cousin des Kaisers Trajan war. Seine Mutter war demnach eine literarisch nicht überlieferte Schwester des Traianus pater, Marcus Ulpius Traianus, und somit Tante Trajans. Möglicherweise war Ulpia Plotina diese Tante Trajans, die als Mutter des Publius Aelius Hadrianus Afer zugleich Großmutter Hadrians gewesen wäre. Aus der in jedem Fall angenommenen verwandtschaftlichen Beziehung Ulpia Plotinas zu Trajan und ihrem Cognomen Plotina wurde zudem die Möglichkeit erschlossen, dass Trajans Ehefrau, Pompeia Plotina, mit ihm auch verwandtschaftlich verbunden war und beide Frauen in Beziehung zur gens Plotia standen.